# Gul spretstjärt
Gul spretstjärt (Erythrocercus holochlorus) är en liten afrikask flugsnapparliknande tätting, nära släkt med cettior.

## Utseende och läten
Gul spretstjärt är en liten (9 cm) fågel med drag av både sångare och flugsnappare. Ovansidan är olivgul, undersidan klargul och det mörka ögat kontrasterar med det i övrigt otecknade ansiktet. Från livingstonespretstjärten, som den överlappar med i södra Tanzania, skiljer den sig genom olivgrön istället för rostfärgad stjärt och gult, ej olivfärgat ansikte. Den är vidare mycket mindre än både berggulsångare och afrikansk gulsångare samt mer långstjärtad än, och saknar den vita ögonringen hos, afrikansk glasögonfågel. Lätet är ett tunt "wee seesu".

## Utbredning och systematik
Gul spretstjärt förekommer i kustnära södra Somalia och söderut till sydöstra Kenya och nordöstra Tanzania. Den har även noterats vid ett tillfälle i skogsområdet Rondo i södra Tanzania. Fågeln behandlas som monotypisk, det vill säga att den inte delas in i några underarter.

### Familjetillhörighet
Spretstjärtarna har länge behandlats som monarker (Monarchidae) men DNA-studier visar att de är nära släkt med cettisångare (Cettiidae). Olika auktoriteter hanterar dessa resultat på olika vis. Vissa inkluderar dem och snårsångaren (Scotocerca) i familjen cettisångare, som då byter vetenskapligt namn till Scotocercidae som har prioritet före Cettiidae. Andra bryter ut både spretstjärtarna och snårsångaren till egna familjer, Erythrocercidae respektive Scotocercidae, varvid cettisångarna behåller det vetenskapliga namnet Cettiidae.

## Levnadssätt
Gul spretstjärt förekommer i tät kustnära skog, i vissa områden även i trädgårdar. Den är en mycket aktiv fågel som konstant spretar med stjärten med sänkta vingar. Födan är dåligt känd, men antas bestå av små ryggradsdjur som små spindlar eller fjärilslarver. Den häckar i november och december i Kenya och december–februari i Tanzania. Arten är stannfågel.

## Status och hot
Arten har ett stort utbredningsområde, men tros minska i antal, dock inte tillräckligt kraftigt för att den ska betraktas som hotad. Internationella naturvårdsunionen IUCN listar arten som livskraftig (LC). Världspopulationen har inte uppskattats men den beskrivs som vanlig.